# Cambaules
Cambaules (en grec Καμβαύλης) era el cabdill d'una host de gals.
Inicialment les seves forces eren relativament reduïdes, però després d'arribar a Tràcia van arribar altres grups i finalment es van dividir en tres hordes o exèrcits que van quedar sota el comandament de Ceretrius (Cerethrius), Brennus i Bolgios. De Cambaules no se'n torna a parlar.